# Nemum
Nemum Desv. é um género botânico pertencente à família Cyperaceae.

## Espécies
- Nemum bulbostyloides
- Nemum equitans
- Nemum megastachyum
- Nemum parviflorum
- Nemum spadiceum